# Orinduik
Orinduik es una comunidad en la región de Potaro-Siparuni de Guyana.

## Economía
La localidad se sustenta de la minería de diamantes y el turismo, conocido popularmente por sus cascadas.